# Trachyphonus erythrocephalus
Trachyphonus erythrocephalus là một loài chim trong họ Lybiidae.